# Hahnia breviducta
Hahnia breviducta là một loài nhện trong họ Hahniidae.
Loài này thuộc chi Hahnia. Hahnia breviducta được miêu tả năm 1980 bởi Robert Bosmans & Thijs.